# Gymnopilus obscurus
Gymnopilus obscurus är en svampart som beskrevs av Hesler 1969. Gymnopilus obscurus ingår i släktet Gymnopilus och familjen Strophariaceae.   Inga underarter finns listade i Catalogue of Life.